# Космос-837
Космос-837 је један од преко 2400 совјетских вјештачких сателита лансираних у оквиру програма Космос.
Космос-837 је лансиран са космодрома Плесецк, СССР, 1. јула 1976. Ракета-носач Молнија је поставила сателит у орбиту око планете Земље. Маса сателита при лансирању је износила 1250 килограма. Космос-837 је био комуникациони сателит.